# Dagmar Marková
Dagmar Marková (* 12. srpna 1935 Jablonec nad Nisou) je česká indoložka, specializuje se na hindštinu a urdštinu a literaturu v těchto jazycích. Zabývá se rovněž současnou indickou společností, zejména rolí náboženství ve společnosti a muslimskou menšinou.

## Vědecká činnost
Dagmar Marková působila nejprve na Institut für Orientforschung Akademie věd v Berlíně, od roku 1969 byla vědeckou pracovnicí Orientálního ústavu AV ČR s přestávkou v letech 1998–2003 až do vynuceného odchodu roku 2018. Nadále působí jako externí vyučující Ústavu jižní a centrální Asie FF UK.

## Publikace
- Staroindické báje (2013)[2]
- Když němí promluví… (2012)
- Příspěvek k základům sexuální výchovy (2007)
- Hindsko-český slovník (1998)
- Indie a Indové (1997)
- Problémy společenského pokroku v Asii (1979)
- Daleko z Indie
- Hrdinky Kámasútry
- Indický muslim o sobě a jiní o něm
- Kouzelné dudy a dalších 12 pohádek z Čech a Moravy
- Moderní hindské povídky
- Náboženství a společnost v jižní a jihovýchodní Asii
- Súdánské pohádky
- Tajemné uličky Indie
- Tam, kde svítá, je Orient
- V zemi snů a bájí
- Variace na Korán
- Z Indie do Pákistánu, z Pákistánu do Indie
- Zrcadlo Indie 20. století v díle hindských spisovatelek
- Jak muslimka bydlí, in: Náboženský infoservis, 2024[4]
- Muslimka se vdává, in: Náboženský infoservis, 2024[5]

## Ocenění
Cena Višva hindí sammán (World Hindi Honour), 2018